# Sa Bassa Blanca
Sa Bassa Blanca ist ein Museum der gemeinnützigen Kunststiftung Fundación Yannick y Ben Jakober in der Nähe von Alcúdia auf der spanischen Insel Mallorca. Die Stiftung wurde 1993 von dem Künstlerpaar Yannick Vu und Ben Jakober sowie dem Philanthropen Georges Coulon Karlweis gegründet und ist für ihre umfangreiche und vielseitige Sammlung von Kunstwerken bekannt, die sowohl zeitgenössische als auch historische Werke umfasst.

## Geschichte
Die Stiftung wurde 1993 von Yannick Vu und Ben Jakober ins Leben gerufen. Das Künstlerpaar hatte das Ziel, Kunst und Natur miteinander zu verbinden und kulturelle Aktivitäten zu fördern. Die Stiftung befindet sich auf dem Gelände der historischen Finca Sa Bassa Blanca, einem ehemaligen landwirtschaftlichen Anwesen, das im 17. Jahrhundert erbaut wurde. Das Hauptgebäude wurde 1978 von dem ägyptischen Architekten Hassan Fathy im spanisch-maurischen Stil entworfen und fertiggestellt.

## Sammlungen

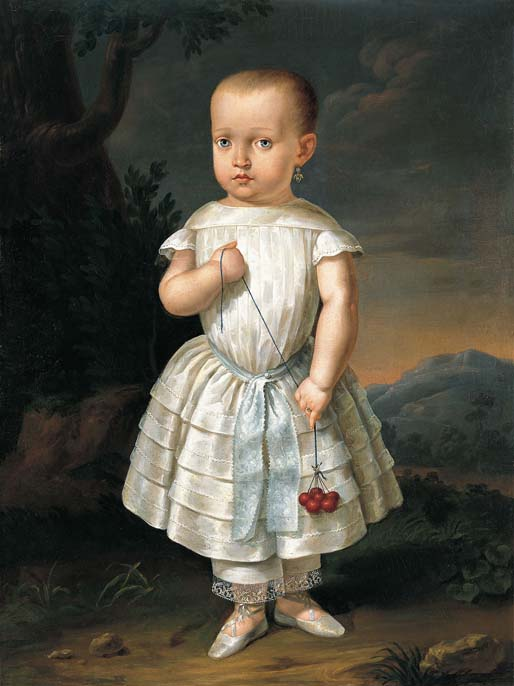
Porträt eines Mädchens mit Kirschen von Joan Mestre i Bosch (1826–1893)

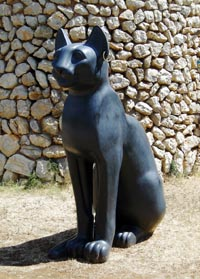
Im Skulpturenpark

Sa Bassa Blanca beherbergt eine breite Palette an Kunstwerken, die sich in mehrere thematische Sammlungen unterteilen:
- Nins Collection

Diese Sammlung umfasst über 150 Porträts von Kindern aus dem 16. bis 19. Jahrhundert. Die Werke stammen aus verschiedenen europäischen Ländern und bieten einen Einblick in die Darstellung von Kindheit in der Kunstgeschichte.
- Zeitgenössische Kunst

Die Stiftung zeigt Werke von zeitgenössischen Künstlern, darunter Skulpturen, Gemälde und Installationen. Zu den ausgestellten Künstlern gehören sowohl international renommierte Namen als auch lokale Künstler.
- Ethnografische Sammlung

Diese Sammlung enthält Artefakte aus verschiedenen Kulturen, darunter Masken und Skulpturen aus Afrika und Asien.
- Skulpturenpark

Auf dem Gelände der Stiftung befindet sich ein weitläufiger Skulpturenpark, in dem Werke von Künstlern wie Eduardo Chillida und François-Xavier Lalanne zu sehen sind. Die Skulpturen sind in die natürliche Umgebung integriert.

## Architektur und Landschaft
Die Architektur von Sa Bassa Blanca verbindet traditionelle mallorquinische Stilelemente mit modernen Einflüssen. Das Hauptgebäude, das von Hassan Fathy entworfen wurde, ist eines der wenigen Beispiele seiner Architektur in Europa.

## Bildungsprogramme und Aktivitäten
Die Stiftung engagiert sich aktiv in der Kunst- und Umweltbildung. Es werden regelmäßig Workshops, Führungen und spezielle Programme für Kinder und Jugendliche angeboten. Die Stiftung arbeitet zudem mit Schulen und Universitäten zusammen, um das Bewusstsein für Kunst und Kultur zu fördern.

## Besucherinformationen
Sa Bassa Blanca ist das ganze Jahr über für Besucher geöffnet. Führungen werden in mehreren Sprachen angeboten, und es gibt spezielle Veranstaltungen und temporäre Ausstellungen.